# Hepatitis E
Hepatitis E je vrsta hepatitisa (vnetne bolezni jeter), ki ga povzroča virus hepatitisa E (VHE); prenaša se s kontaminirano vodo in hrano (fekalnooralni prenos). HEV je ikozahedralni RNK-virus; njegov genom predstavlja enovijačna RNK velikosti 7,5 kilobaz. Je ena od petih poznanih vrst virusov hepatitisa (poleg VHA, VHB, VHC in VHD). Prvo okužbo z virusom VHE so opisali leta 1955, in sicer je šlo za izbruh bolezni v indijski prestolnici New Delhi.

## Molekularna biologija
Sprva so virus hepatitisa E uvrstili v družino kalicivirusov, a ga danes ne uvrščajo v nobeno znano družino. Uvrščen je v rod hepevirusov. Je majhen virus brez ovojnice.
Genom meri v dolžino okoli 7.200 baz; gre za poliadenilirano enovijačno molekulo RNK s tremi odprtimi bralnimi okvirji (angl. open reading frame = ORF), ki se delno prekrivajo in imajo pomembno vlogo v genskem podvojevanju in prepisovanju. ORF1 nosi zapis za metiltransferazo, proteazo, helikazo in replikazo, ORF2 zapisuje kapsidne beljakovine, ORF3 pa beljakovine z doslej neznano vlogo. Virusna kultura v in vitro okolju še doslej ni na voljo.

## Epidemiologija
Pojavnost hepatitisa E je večja pri mladostnikih in odraslih med 15. in 40. letom starosti. Otroci redkeje zbolijo in velikokrat okužba ostane nesimptomatska. Smrtnost je nasplošno nizka in hepatitis E velja za t. i. »samoomejujočo« bolezen, kar pomeni, da po navadi sam po sebi izzveni in bolnik povsem okreva. Vendar sama okužba, ki običajno traja več tednov, močno zmanjša bolnikovo sposobnost za delo in druge dejavnosti. V določenih primerih pride do hude akutne bolezni jeter, ki je smrtna v okoli 2 %. Klinično je hepatitis E primerljiv s hepatitisom A, vendar je prvi nevarnejši za nosečnice ter se povezuje s sindromom, imenovanim fulminantna odpoved jeter. Pri nosečnicah, zlasti v zadnjem trimesečju, je smrtnost povišana in znaša okoli 20 %.
Čeprav obstaja en serotip virusa, so doslej poročali o 4 različnih genotipih. Genotipa 1 in 2 sta omejena na ljudi in ju povezujejo z večjimi izbruhi bolezni in epidemijami v državah v razvoju s slabimi higienskimi razmerami. Genotipa 3 in 4 lahko okužita ljudi, prašiče in druge živali in povzročajo sporadične primere hepatitisa E tako v razvitem svetu kot v državah v razvoju.
Genotip 1 okuži zlasti ljudi v starostni skupini od 15 do 35 let ter povzroča smrt pri okoli 1 % primerov. Genotipa 3 in 4 sta najpogostejša na Japonskem in se pogosteje pojavljata pri ljudeh, starejših od 60 let; smrtnost znaša med 5 in 10 %. Za zdravljenje se uporablja prednizolon, vendar učinkovitost zdravljenja ni podprta z obširnejšimi raziskavami.

### Geografska porazdelitev
Hepatitis E je prisoten v večini držav v razvoju ter v vseh državah z vročim podnebjem. Razširjen je v Jugovzhodni Aziji, Srednji Ameriki, Indiji in v severni in osrednji Afriki. Največji izbruhi bolezni so bili v New Delhiju v Indiji (30.000 primerov med letoma 1955 in 1956), Mjanmaru (20.0000 primerov med letoma 1976 in 1977), v Kašmirju (52.000 primerov leta 1978), Kanpurju (79.000 primerov leta 1991) in na Kitajskem (100.000 primerov med letoma 1986 in 1988).

### Prenos
Okužba se prenaša predvsem s fekalno kontaminacijo vode ali hrane (fekalnooralna pot); prenos iz človeka na človeka je redek.

## Preprečevanje
Najpomembnejši ukrep za preprečevanje okužbe je izboljšanje higienskih razmer, kar zajema ustrezno ravnanje z odpadki, zvišanje standardov pri oskrbi z vodo, izboljšanje osebnih higienskih navad ter ustrezna predelava hrane. Razvili so že tudi cepivo z rekombinantnimi virusnimi beljakovinami in ga nedavno preskusili na populaciji z visokim tveganjem za okužbo (vojaško osebje v državah v razvoju). Rezultati kažejo, da je cepivo varno in učinkovito, vendar so potrebne nadaljnje raziskave za oceno dolgoročne zaščite ter ovrednotenje stroškovne učinkovitosti cepljenja.